# Зимина (вулкан)
Вулка́н Зими́на — комплекс стратовулканов, относящийся к Ключевской группе вулканов, на полуострове Камчатка. Наиболее часто на картах обозначается лишь наивысшая точка массива — вулкан Овальная Зимина.
Вулканы Зимина расположены в юго-восточной части Ключевского дола, в верховьях рек Левый Толбачик и Горно-Тополовая. Они образуют крупный горный массив. В строении массива можно выделить две части: Большая Зимина, расположенная с западной стороны, и Малая Зимина — с восточной. В свою очередь, Большая Зимина имеет две чётко выраженные вершины — вулканы Овальная и Острая Зимина. Малая Зимина также имеет другое название — Горный Зуб.

## Большая Зимина

### Овальная Зимина
Ова́льная Зими́на — наивысшая вершина вулканического массива, ограничивает его с западной стороны. На вершине вулкана расположена небольшая кальдера, открытая в северном направлении. Нижние склоны вулкана сложены оливин-пироксеновыми и пироксеновыми базальтами времён позднего плейстоцена. Выше вулкан сложен пироксеновыми и роговообманковыми андезитами и андезито-дацитами.

### Острая Зимина
О́страя Зими́на — наиболее молодая из вершин вулканического массива, образовавшаяся в голоцене. Представляет собой стратовулкан, сложенный андезитами. На вершине вулкана расположена экструзия из андезито-дацитовых пород. Подобная по строению экструзия находится на северо-западном склоне вулкана.

## Малая Зимина
Ма́лая Зими́на (Горный Зуб) — наиболее древняя и разрушенная часть вулканического массива. Представляет собой реликт плейстоценового вулкана, имевшего эруптивный центр под нынешним вулканом Овальная Зимина. Вершина представляет собой экструзивный купол. На склонах вулкана расположены древние лахарные образования плейстоценового возраста.